# 香取神社 (さいたま市岩槻区大森)
香取神社（かとりじんじゃ）は、埼玉県さいたま市岩槻区の神社。

## 歴史
創建年代は不明である。ただ「大森」という地名の由来となっている当社の鎮守の森は、1955年（昭和30年）の伐採まで保全されていたこと、その森を構成する木が大木だったことから、戦国時代には既に存在していたものと推測される。
「利生院」が別当寺であった。利生院は真言宗の寺院であったが、明治初期の神仏分離により、廃寺に追い込まれた。廃寺後は薬師堂のみが残っている。明治以前は日枝神社との合殿であった。
1872年（明治5年）、近代社格制度に基づく「村社」に列せられた。『神社明細帳』では、単独の「香取神社」として登録された。
戦前までは、「お正月祭り」という祭もあった。毎年1月7日に氏子一同が集まって料理を食べたりして半日を過ごすというものであった。かつて当社には1町歩の社有地があり、小作料収入があったことから、祭の経費を賄うことができた。しかし戦後の農地改革で社有地が没収されたことから、祭りの維持が難しくなり廃絶された。

## 交通アクセス
- 路線バス大戸停留所より徒歩16分。